# Мартин Келер
Мартин Келер (Рохлиц, 26. септембар 1986) је немачки атлетичар, специјалиста за трчање на 100 метара.

## Спортска биографија
Келер је са 8 година (1994) почео да игра фудбал да би се касније пребацио на атлетику и специјализовао спринт. Променио је неколико клубова да би од 2004. поста члан ЛАК Ердгас Кемниц из Кемница. Тренер му је Петер Дост.

## 2004.
Први пут појавио се на националном првенству за младе у Јени и изненадио освајањем четвртог места на 100 метара са 10,89, па је изабран у састав националне штафете 4 х 100 метара за Светско првенство У-20 у Гросету.

## 2005.
У овој години Келер се борио са повредама, али је ипак истрчао 100 м за 10,76, чиме је остварио норму за Европско јуниорско првенство, али због нове повреде морао је да зврши сезону.

## 2006.
Келер се својим резултатима умешао међу сениоре. У квалификацијама за Европско првенство У-20 одржаним у Регензбургу најпре је померио границу свог личног рекорда на 10,43, а у финалу на 10,34. и опет изабран у репрезентацију за међународи меч са Пољском и Европско првенство У-20 у Малаги. На сениорском првенству Немачке у Улму био је четврти. У септембру је оперисан.

## 2007.
Упркос кратком припремном периоду, одлучио је уз свог тренера да заврши такмичарску сезону. Али због повреда није постигао запаженије резултате. Освојио је треће место на јуниорком првенству Немачке са 10,56 што му је најбоље време у овој години.

## 2008
На почетку године у зимској сезони поправио је лични рекорд на 60 метара на 6,66. Летња сезона била му је посвећена репрезентацији. Поново је био у саставу националне штафете. Дана 27. јуна поправио је лични рекорд на 10,23. Успео је да трчи и 10,15, али му рекорд није признат јер га је постигао уз помоћ ветра јачег од дозвољеног (+2,6 м/с). На немачком првенству завршио је као трећи. Одласком на Олимпијске игре у Пекинг остварио је свој највећи успех. Штафета у саставу Тобиас Унгер, Тил Хелмке, Александер Козенков и Мартин Келер завршила је на петом месту са 38,58.

## 2009.
Због повреде, пропустио је зимску сезону. На Светском првенству у Берлину појединачно је стигао до четвртфинала, а штафета није завршила квалификациону трку. Опет је трчао 10,15 сек. уз помоћ ветра на митингу у Бохуму.

## 2010.
Ове године, Мартин Келер је дуго био лидер у националним оквирима, док га повреда мишића није зауставила. Поново се успео квалификова ти за учешће у штафети на Европско првенство у Барселони. Био је последња измена у штафети, а његово трчање допринело је да је немачка штафета била трећа. Штафета у саставу: Тобијас Унгер, Маријус Бренинг, Александер Козенков и Мартин Келер постигла је резултат 38,44 секунде.

## 2011.
У предолимпијској години на немачком првенству у дворани Лајпцигу био је други на 60 метара, оборивши лични рекорд на 6,65, што је била норма за учешће на Европском дворанском првенству у Паризу. Због болести је морао отказати учешће на првенству на два дана пред почетак такмичења. И летњу сезону је прерано завршио, бог повреде задње ложе. Отвореном сезоне морао да прерано заврши због задње ложе. Одлучио је да се повреда сасвим излећи да би почео припреме за ЛОИ 2012. у Лондону. У исто време је променио и место боравка и тренинга па је из Кемница отишао у Лајпциг, где га је од септембра 2011. преузео тренер Ронал Штајн.

## 2012.
Због повреде у претходној години, отишао је на Европско првенству у Хелсинкију само као члан штафете . Трчао је у квалификацијама, а у финалу га је заменио Јулијан Ројс. Освојили су сребрну медаља. Био је у комбинацији за састав штафете на Олимпијске игре у Лондону. Његов најбољи резултат у 2012. био је 10,29 који је истрчао крајем јула на пробном олимпијском такмичењу, па је отишао као резерва у штафети, али се није такмичио. Штафета је испала у квалификацијама.

## 2013.
На митингу у Клермону 11. маја Келер је био први немачки спринтер који је дистанцу од 100 метара трчао испод 10 секунди. Постигао је резултат од 9,99, али му рекорд није признат због јачине ветра у току трке (+3,8 м/с). У немачком првенству у Улму, он поставио је нови лични рекорд 10,19 и освојио сребрну медаљу. Резултат је поправио на такмичењу за Светски куп 2. августа у Вајнхајму на 10,07, пропустивши да обори, 28 година стар, немачки рекорд Франка Емелмана за само једну стотинку секунде. На Светском првенству 2013 у Москви у трци на 100 м, елиминисан је у току квалификација (10,32). У конкуренцији штафета 4 х 100 метара били су четврти са 38,04. Штафета је трчала у саставу Лукас Јакупчик, Sven Knipphals, Јулијан Рос и Мартин Келер.

## Лични рекорди
на отвореном
100 м — 10,07 (+1,0), Ванхајм (2013)
у дворани
60 м — 6,65, Лајпциг (2011)